# Pommeau

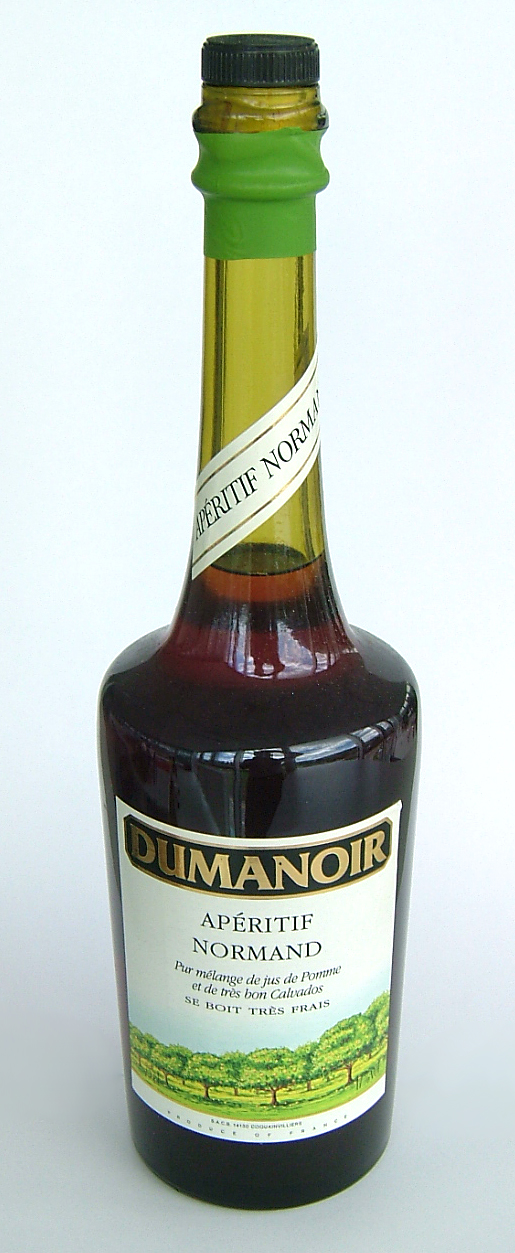
0,75-l-Flasche Pommeau

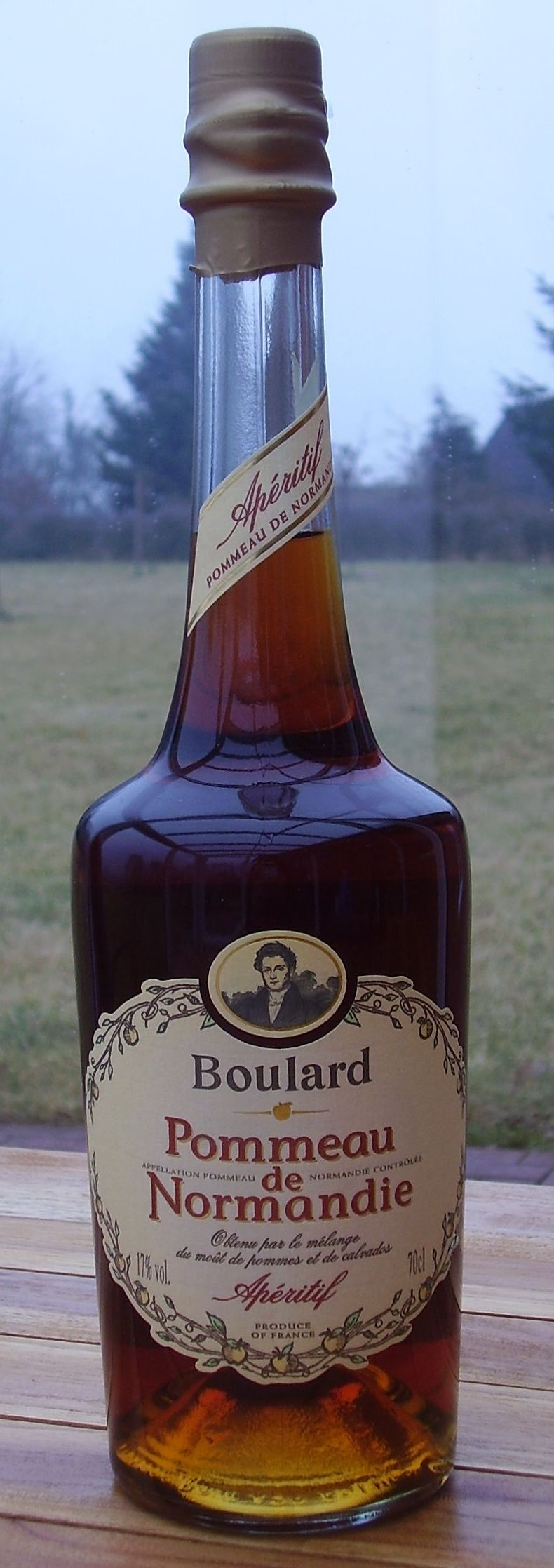
Pommeau

Pommeau ist ein Aperitif beziehungsweise Digestif aus der Normandie. Pommeau wird aus frisch gepresstem Apfelsaft hergestellt, der durch Hinzufügen von jungem Calvados am Gären gehindert wird. Dadurch erhalten sich das volle Apfelaroma, Fruchtsüße und angenehme Säure.
1991 zur Appellation erhoben, dürfen 30 Apfelsorten verwendet werden, deren Auswahl über das Aroma entscheidet. Vorgeschrieben ist eine mindestens 14 Monate lange Fasslagerung.
Es existieren die Appellationen Pommeau de Bretagne und Pommeau de Normandie.
Getrunken wird Pommeau meist kühl als Aperitif. Pommeau gilt aber auch besonders passend zu Desserts mit Apfel, Schokolade oder Melone.
Pommeau hat einen Alkoholgehalt von 17 Vol.-%.